# Bosiljka Pešić
Bosiljka Ćokić, coniugata Pešić (in serbo Босиљка Ћокић-Пешић?; ... – 9 ottobre 2021), è stata una cestista e velocista jugoslava.

## Carriera
Con la Jugoslavia ha disputato due edizioni dei Campionati del mondo (1959, 1964) e quattro dei Campionati europei (1958, 1960, 1962, 1964).